# Ernst Moro

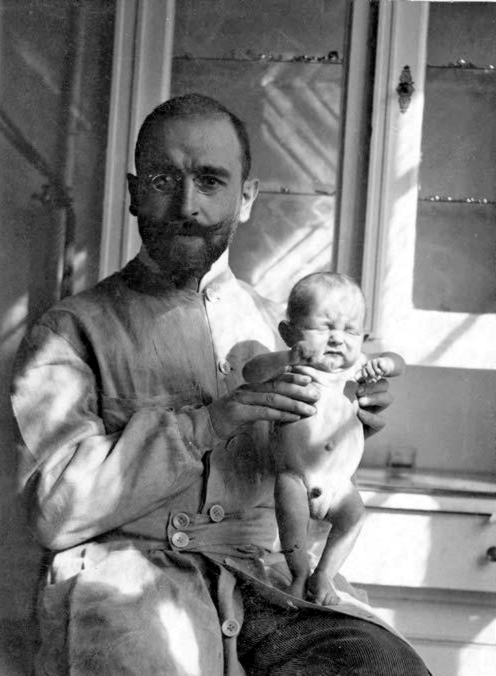
Ernst Moro (1904)

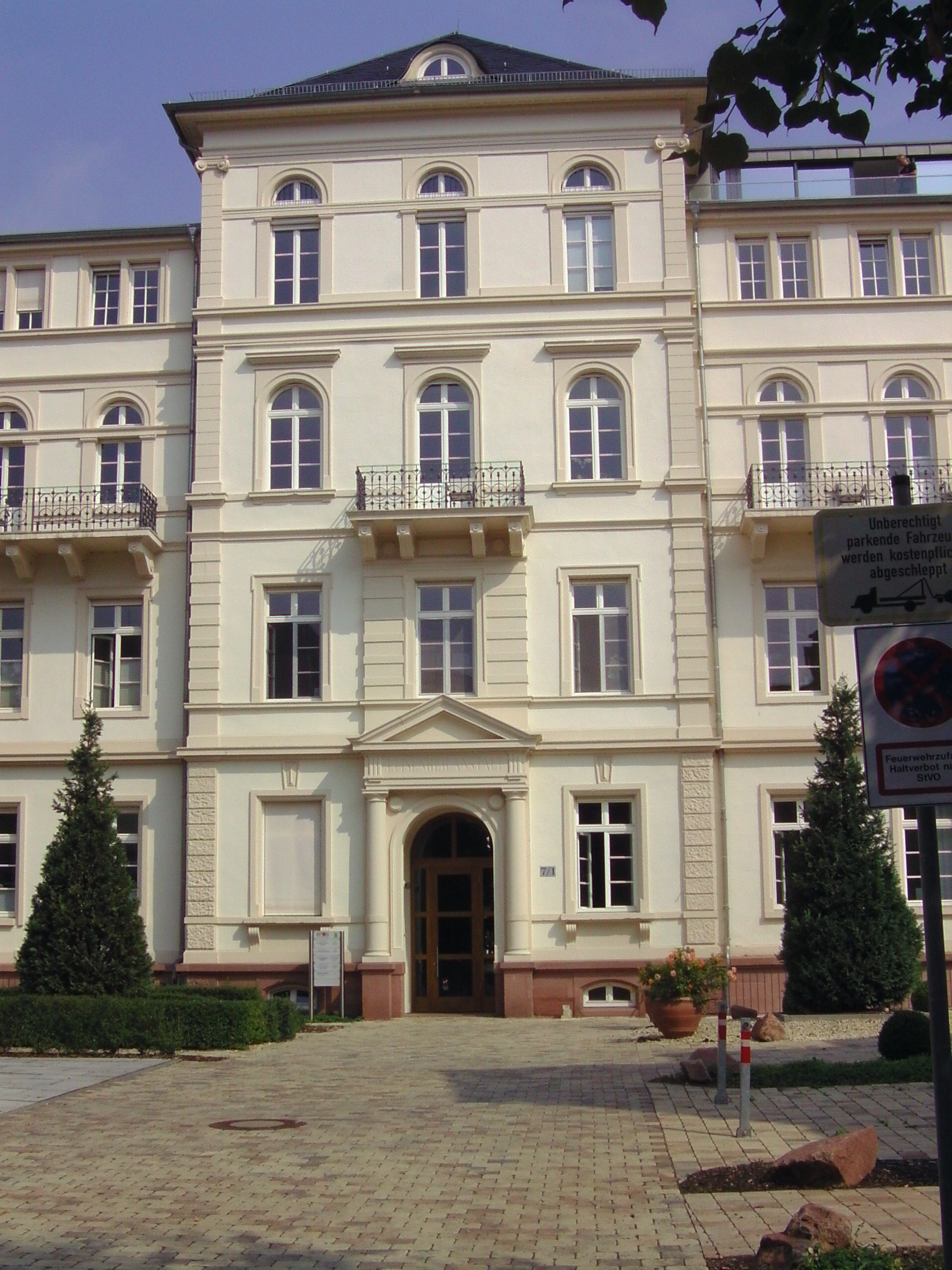
Die Luisenheilanstalt nach ihrer Sanierung und Modernisierung, gehört heute zur ATOS-Praxisklinik Heidelberg

Ernst Moro (* 8. Dezember 1874 in Laibach, Herzogtum Krain, Österreich-Ungarn; † 17. April 1951 in Heidelberg, Württemberg-Baden) war ein österreichischer Pädiater und Ordinarius für Kinderheilkunde an der Ruprecht-Karls-Universität Heidelberg.

## Biografie

### Graz, Wien, München
Ernst Moro wurde als jüngstes von acht Kindern geboren. Nach dem Tod der Eltern verließ er seinen Geburtsort Laibach (heute: Ljubljana) und siedelte nach Triest, wo seine Schwester lebte. Dort legte er auch seine Matura ab. Er studierte zunächst Biologie und danach Medizin an der Universität Graz. Er promovierte 1899 und wurde Assistenzarzt an der Grazer Universitäts-Kinderklinik unter der Leitung von Theodor Escherich. Anschließend folgte er Escherich nach Wien und arbeitete von April 1902 bis Ende März 1903 als Assistenzarzt am St. Anna Kinderspital. 1903 gründete er ein privates „Säuglingsheim und Kindersanatorium“ in Wien. 1906 ging er zurück nach Graz, wo Meinhard von Pfaundler die Nachfolge Escherichs angetreten hatte.
1907 ging Moro nach München, nachdem im Vorjahr schon sein Lehrer Pfaundler nach München gewechselt war, wo Moro sich bei ihm 1906 für das Fach Kinderheilkunde habilitiert hatte. Moro wirkte nun als Privatdozent und Oberarzt an der Kinderklinik der Ludwig-Maximilians-Universität München und beschäftigte sich mit der Erforschung der Tuberkulose. Im Jahr 1907 entdeckte er die perkutane Tuberkulinprobe.

### Heidelberg
Am 24. Jänner 1911 wurde Moro außerordentlicher Professor für Kinderheilkunde an der Ruprecht-Karls-Universität Heidelberg und Klinischer Direktor der Kinderheilanstalt, die damals Luisenheilanstalt genannt wurde (benannt nach Großherzogin Luise von Baden, 1923 umbenannt in Universitäts-Kinderklinik) als Nachfolger von Emil Feer und Ludwig Tobler. Mit seiner Berufung wurde die Kinderklinik zum Brennpunkt internationaler Forschung. Moro zeichnete verantwortlich für zahlreiche Reformen wie beispielsweise die Einführung einer Dachterrasse zur Licht- und Lufttherapie der Kinder. Die schlechten finanziellen Bedingungen in der Luisenanstalt versuchte Moro im Jahr 1912 durch den „Luisenbazar“ zu verbessern. 1919 wurde Moro zum Ordinarius auf den Lehrstuhl für Kinderheilkunde an der Heidelberger Universität berufen. Moro führte die Luisenheilanstalt zu einer Höhe, die sie lange Jahre zu einem Zentrum der Internationalen Pädiatrie werden ließ. Seine Assistenten wurden anerkannte Wissenschaftler und seine Hörer verehrten ihn. Die am Haus ausgebildeten Krankenschwestern wurden in aller Welt gerne in den Dienst gestellt.
Während der Hungerjahre nach dem Ersten Weltkrieg meldete Moro am Weihnachtstag 1920 dem Reichsgesundheitsamt im Rahmen einer Umfrage, dass es in Heidelberg an Milch, Butter und Fleisch mangele. Bei einer Belegung mit 40 Säuglingen gebe es nicht weniger als vier schwerste Barlow-Fälle in der Luisenanstalt. Es handelte sich dabei um eine Erkrankung während der ersten beiden Lebensjahre mit starker Blutungsneigung. In anderen deutschen Städten war die Situation ähnlich. Die Quäkerspeisung versuchte seinerzeit, die Ernährungssituation mangelernährter Kinder zu verbessern.

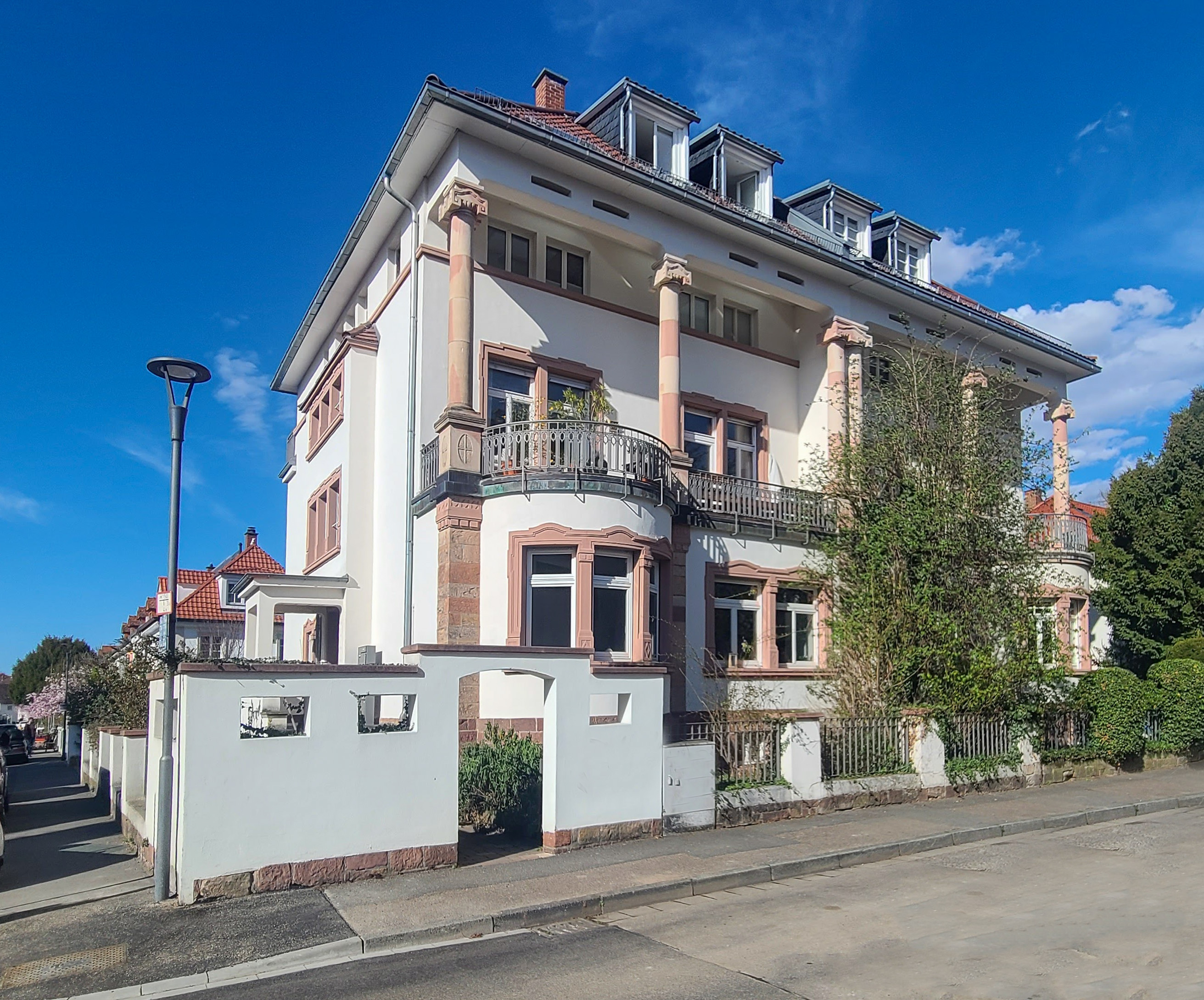
Haus und Praxis des Kinderarztes Ernst Moro in Heidelberg-Handschuhsheim, Mozartstraße 10

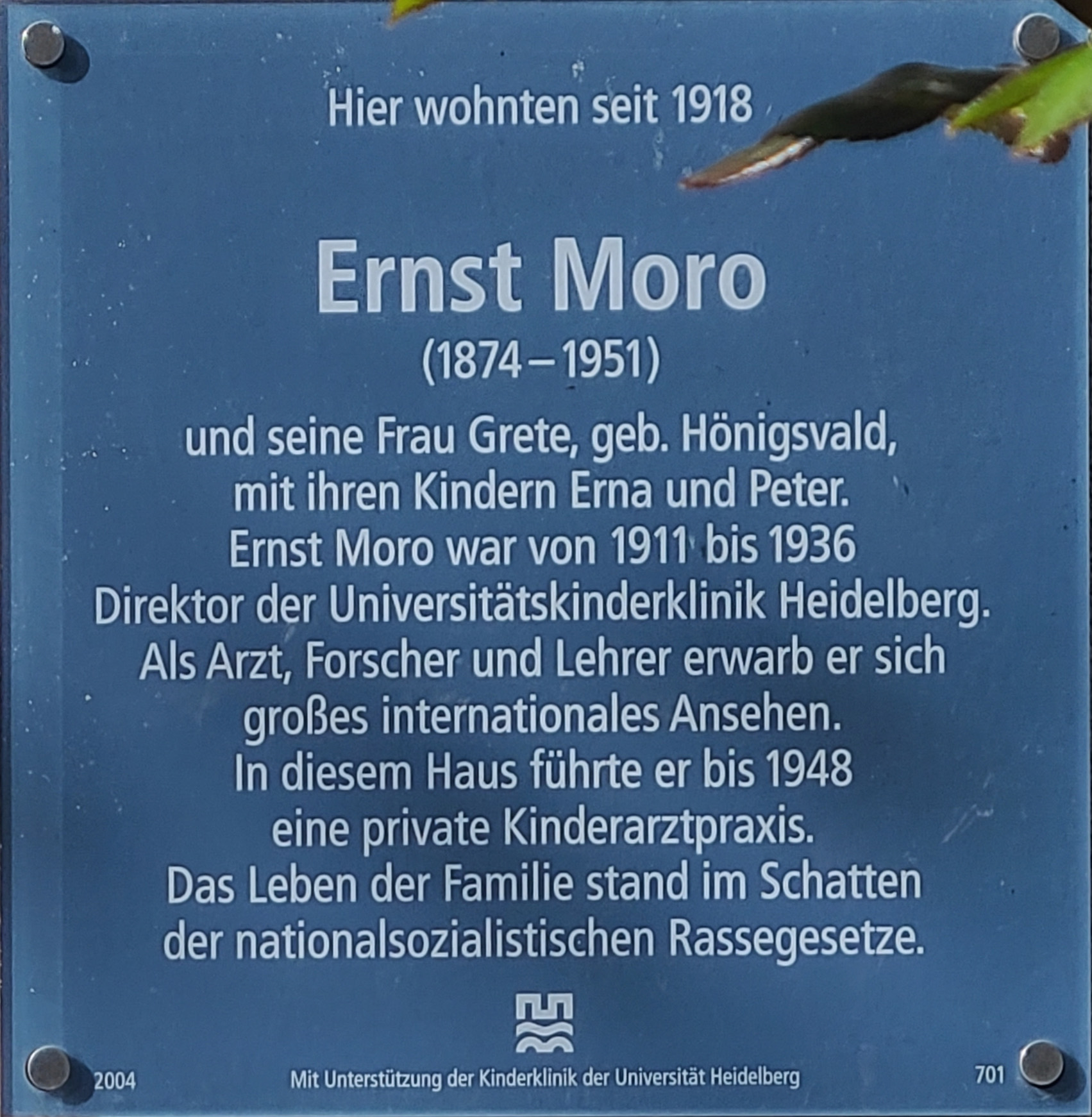
Gedenktafel für Ernst Moro

1920 lehnte Moro einen Ruf an die Universität Zagreb ab. Er übersetzte allerdings Dokumente von Medizinstudierenden aus Zagreb. Im Jahr 1933 wurde er zum Mitglied der Leopoldina gewählt. 1936 ließ er sich auf eigenen Wunsch aufgrund der nationalsozialistischen Rassegesetze emeritieren, da seine Frau Grete jüdischer Herkunft war. Er führte gesundheitliche Gründe für sein Rücktrittsgesuch an. Viktor von Weizsäcker und Curt Oehme erstellten bestätigende Gutachten. Bis 1948 betrieb Moro in der Heidelberger Mozartstrasse 10 noch eine Privatpraxis. An diesem Wohnhaus enthüllten am 8. Dezember 2004 anlässlich des 130. Geburtstages von Ernst Moro die Heidelberger Bürgermeisterin Beate Weber-Schuerholz und der Direktor der Universitätskinderklinik Gerog Friedrich Hoffmann eine Gedenktafel.

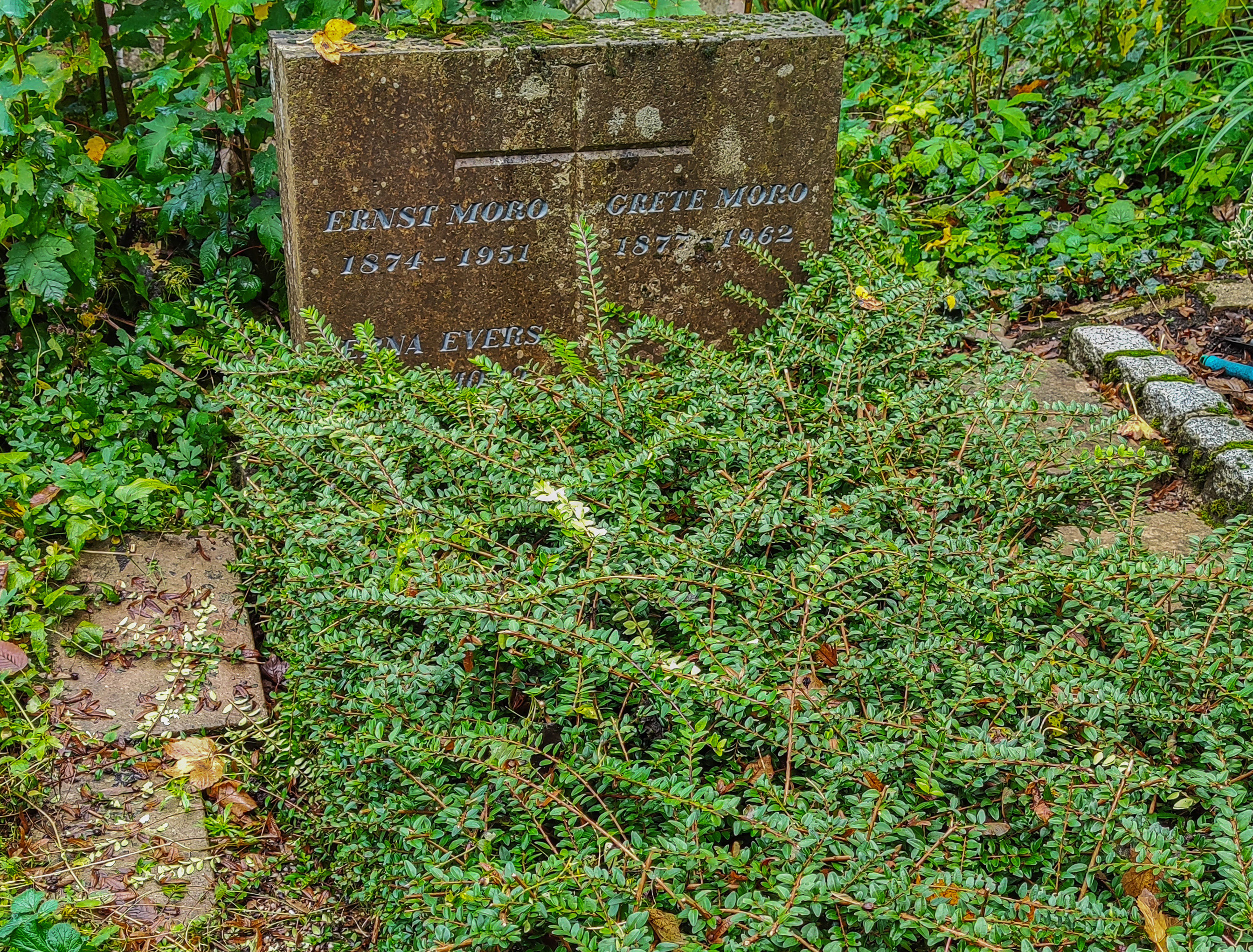
Grabstätte Ernst und Grete Moro in Heidelberg-Handschuhsheim

Große gegenseitige Wertschätzung prägten das Verhältnis zwischen Moro und der Schwesternschaft der Luisenanstalt. Die Schwestern hielten ihm auch die Treue, als er die Klinik längst verlassen hatte. Während die Ärzteschaft sich zurückgezogen hatte, brachten ihm die Schwestern jedes Jahr an seinem Geburtstag einen selbst gebackenen Kuchen nach Hause. Bei der Beerdigung 1951 standen „seine“ Schwestern Spalier an seinem Sarg und erwiesen Moro die letzte Ehre. Ernst Moro und seine Frau Grete sind in Heidelberg auf dem Handschuhsheimer Friedhof beigesetzt.

### Internationales Gästebuch
Unter Ernst Moro erreichte die Heidelberger Pädiatrie internationales Ansehen. Dies belegt ein Gästebuch, welches Moro angelegt hatte. Hier schrieben sich Gäste aus aller Welt ein, so beispielsweise auch das Ehepaar Chou aus Shanghai. Moro befand sich aus gesundheitlichen Gründen fast ein Jahr im Sanatorium Bühlerhöhe und nahm danach dieses Gästebuch mit zu sich nach Hause, da er kurz nach seiner Rückkehr die Klinik nicht mehr betreten wollte.

## Schülerinnen und Schüler
Eine Schülerin Ernst Moros war Marie Elise Kayser (1885–1950), die Begründerin der Frauenmilchsammelstellen in Deutschland. Ein weiterer Schüler Moros war der siebenbürgische Kinderarzt Paul Gyorgy. Die Luisenschwester Therese Wiesert (1893–1990) wurde von Ernst Moro ausgebildet und im Jahr 1916 an die Stadt Heidelberg als Fürsorgeschwester empfohlen. Therese Wiesert unterstützte zur Zeit des Nationalsozialismus jüdische Familien.

## Schriften
- Über das Verhalten hämolytischer Serumstoffe. 1908
- Erythema nodosum und Tuberkulose, Münchner med. Wochenschrift 21 (1913), 5 Seiten.
- Über den Einfluß der Molke auf das Darmepithel, Sitzungsberichte der Heidelberger Akademie der Wissenschaften, Math.-nat. Klasse, Winter Verlag Heidelberg 1914, 5.
- Über recidivierende Nabelkoliken bei älteren Kindern, Berliner klinische Wochenschrift 1914, 8.
- Über einen bemerkenswerten Fall von Maserninfektion, Monatsschrift für Kinderheilkunde XIV Bd. Nr. 1, Leipzig 1916, 2 Seiten.
- mit Carl Temmerman Noeggerath: Denkschrift zur Errichtung eines Zentralamtes für Mutter- und Kinderfürsorge im Großherzogtum Baden. Referat für Mutter- und Kinderfürsorge, Zeitschrift für Säuglings- und Kleinkinderschutz, Silke Berlin 1917.

## Leistungen
Auf Ernst Moro gehen folgende medizinische Erkenntnisse und Errungenschaften zurück:
- Keimarmut im normalen Dünndarm (siehe Zusammensetzung der Darmflora)
- stärkere bakterizide Eigenschaften im Blut von gestillten Kindern
- Beschreibung von bestimmten Bauchschmerzen bei Kindern als „Nabelkoliken“
- „Moro-Probe“ (perkutaner Tuberkulin-Test)
- Beschreibung des ersten Trimenons und des Moro-Reflexes (1918)
- Ferner publizierte er ein Rezept für eine Karottensuppe (auch Moro-Suppe genannt), die Anfang des 20. Jahrhunderts bei Kindern die Sterbe- und Komplikationsraten bei Durchfallerkrankungen deutlich senkte und heutzutage wieder interessant wird, da sie auch gegen resistente Keime wirkt.[14][15]
- Im Jahr 1929 gab Moro seine später berühmt gewordene „Apfeldiät“ zur Behandlung diarrhoischer Zustände bekannt. Der Kollege August Heisler hatte Moro auf die Wirkung von Apfeltagen als altem Volksmittel bei Darmkatarrh hingewiesen. Als der ganze Eugeniensaal von einer kleinen Hausinfektion an Enteritis befallen war, nahmen alle Kinder rohen Apfelbrei zu sich. Die weitere klinische Prüfung gab dem Versuch recht. Nach Moros Ansicht bewirkte der Gerbstoffgehalt roher geriebener Äpfel gewisse Entgiftungsvorgänge zur Linderung der Beschwerden bei Dyspepsie, Ruhr und ruhrartigen Erkrankungen.[1]

## Ehrungen
- 1938 Ehrenmitglied der rumänischen Gesellschaft für Kinderheilkunde in Klausenburg (heute: Cluj-Napoca)
- Symposium: Prof. Ernst Moro – Goldene Jahre der Heidelberger Pädiatrie, 20. Februar 2002 (Wolfgang U. Eckart und Georg F. Hoffmann)[3]
- Gedenktafel für Ernst Moro an seinem Privathaus, Heidelberg Mozartstraße 10; enthüllt am 8. Dezember 2004 anlässlich des 130. Geburtstags[16]
- Ernst Moro Haus: Das Gebäude 6155 des Universitätsklinikums Heidelberg (Im Neuenheimer Feld 155; HeiCuMed=Heidelberger Curriculum Medizin) ist nach Ernst Moro benannt. Dieses Gebäude beherbergt aktuell (2017) die „Sektion Psychoonkologie der Klinik für Allgemeine Klinische Medizin und Psychosomatik“
- Ausstellung „Goldene Jahre der Heidelberger Pädiatrie: Der Kinderarzt Ernst Moro“, Universitätsarchiv Heidelberg 1. bis 31. Jänner 2017[3]
- Universitätsarchiv Heidelberg: Bild des Monats Jänner 2017: Ernst Moro.[17]
- Universitätsarchiv Heidelberg, Vitrinenausstellung (14. November 2017 – 26. April 2018; Verlängerung bis März 2019): Ernst Moro – Goldene Jahre der Heidelberger Pädiatrie[18]